# Baia di Hill
La baia di Hill è una baia larga circa 4 km e lunga 9 situata sulla costa centro-orientale dell'isola Brabant, una delle isole dell'arcipelago Palmer, al largo della costa nord-occidentale della Terra di Graham, in Antartide. Nella baia, la cui bocca si apre tra punta Spallanzani, a nord, e punta Petroff, a sud, si gettano diversi ghiacciai, tra cui il Laennec e il Grigorov.

## Storia
Scoperta durante la spedizione di ricerca francese in Antartide svolta dal 1904 al 1907 al comando di Jean-Baptiste Charcot, la baia di Hill è stata in seguito grossolanamente mappata dal dipartimento idrografico dell'ammiragliato inglese tra il 1951 e il 1952, ed è stato così battezzato dal Comitato britannico per i toponimi antartici in onore di Leonard C. Hill, che prese parte alle Discovery Investigations servendo come ufficiale a bordo della RRS William Scoresby nel gennaio-febbraio 1931 e in ogni commissione antartica dell'RRS Discovery II fra il 1931 e il 1939.